# Сент-Альбан-дю-Рон
Сент-Альбан-дю-Рон (фр. Saint-Alban-du-Rhône) — коммуна во Франции, находится в регионе Рона — Альпы. Департамент коммуны — Изер. Входит в состав кантона Руссийон. Округ коммуны — Вьенн.
Код INSEE коммуны — 38353. Население коммуны на 1999 год составляло 840 человек. Населённый пункт находится на высоте от 149  до 166  метров над уровнем моря. Муниципалитет расположен на расстоянии около 430 км юго-восточнее Парижа, 38 км южнее Лиона, 85 км западнее Гренобля. Мэр коммуны — M. Denis Jarret, мандат действует на протяжении 2001—2008 гг.
Динамика населения (INSEE):